# José Malleo
José Malleo (nacido en Rosario el 29 de enero de 1944) es un exfutbolista argentino. Se desempeñaba como delantero y debutó profesionalmente en Rosario Central.

## Trayectoria

### Como jugador

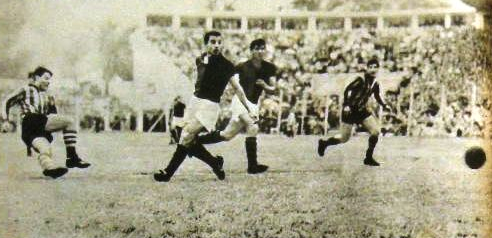
26 de abril de 1964, Newell's Old Boys 0-Rosario Central 4. Malleo remata y convierte el primer gol del partido.

Malleo se formó en las divisiones juveniles de Rosario Central, llegando a primera en 1963. Su debut se produjo el 24 de marzo ante Gimnasia y Esgrima La Plata, en cotejo válido por la primera fecha del Campeonato de Primera División. En la jornada siguiente marcó su primer gol en partido ante Independiente. Al año siguiente logró tener más continuidad, convirtiendo dos tantos en el clásico rosarino disputado el 26 de abril de 1964, y que finalizó con victoria centralista 4-0. A fines de ese año dejó la institución, habiendo acumulado 16 partidos jugados y 5 goles anotados.
Prosiguió su carrera en Argentinos Juniors, donde en cuatro temporadas (1965-1968) acumuló 53 presencias y 11 tantos. En 1970 y 1971 disputó 33 encuentros con Kimberley de Mar del Plata, anotando 8 goles.

### Como entrenador
Una vez retirado trabajó durante varios años como entrenador en las divisiones juveniles de Rosario Central. Ejerció además el cargo de director técnico del primer equipo en forma interina en dos ocasiones; la primera constó de cuatro cotejos del Campeonato Metropolitano 1984. Tomó al equipo en la fecha 26 tras la salida de Reynaldo Pedro Volken y lo condujo hasta la 28, cuando llegó Miguel Ángel López; tomó nuevamente el cargo tras la salida de este y dirigió en la última fecha. La segunda oportunidad fue en el Apertura 1992, tomando la conducción en las dos últimas jornadas del torneo tras la salida de Carlos Aimar. Totalizó seis partidos en esta función con una victoria, dos empates y tres derrotas.
Actualmente, y desde hace años, se desempeña en las divisiones inferiores de Boca Juniors.

## Selección nacional
Integró primeramente el seleccionado sub-23 que afrontó el Preolímpico de Lima 1964; fue convocado junto a sus compañeros de Rosario Central Otto Sesana, Carlos Bulla y Néstor Manfredi. Estuvo presente en los cinco cotejos que disputó su equipo y convirtió tres goles. El torneo se dio por finalizado tras desatarse la llamada Tragedia del Estadio Nacional del Perú, al producirse desmanes en el cotejo que enfrentó a los locales con Argentina. La escuadra albiceleste se alzó con el título y la clasificación a los Juegos Olímpicos de Tokio 1964. En este torneo, Malleo estuvo presente en cancha sólo en el partido debut ante Ghana.

### Participaciones por torneo
| Torneo                         | Sede  | Resultado   | PJ | Goles |
| ------------------------------ | ----- | ----------- | -- | ----- |
| Preolímpico de Lima 1964       | Perú  | Campeón     | 5  | 3     |
| Juegos Olímpicos de Tokio 1964 | Japón | 10.º puesto | 1  | 0     |

### Detalle de partidos
| Torneo                         | Fecha      | Estadio             | Rival    | Resultado | Goles |
| ------------------------------ | ---------- | ------------------- | -------- | --------- | ----- |
| Preolímpico Sudamericano 1964  | 08-05-1964 | Nacional, Lima      | Colombia | 2-0       | 2     |
| Preolímpico Sudamericano 1964  | 11-05-1964 | Nacional, Lima      | Ecuador  | 1-0       | 0     |
| Preolímpico Sudamericano 1964  | 16-05-1964 | Nacional, Lima      | Chile    | 4-0       | 1     |
| Preolímpico Sudamericano 1964  | 20-05-1964 | Nacional, Lima      | Uruguay  | 3-1       | 0     |
| Preolímpico Sudamericano 1964  | 24-05-1964 | Nacional, Lima      | Perú     | 1-0       | 0     |
| Juegos Olímpicos de Tokio 1964 | 12-10-1964 | Mitsuzawa, Kanagawa | Ghana    | 1-1       | 0     |

## Clubes
| Club               | País      | Año       |
| ------------------ | --------- | --------- |
| Rosario Central    | Argentina | 1963-1964 |
| Argentinos Juniors | Argentina | 1965-1969 |
| Kimberley          | Argentina | 1970-1971 |

## Palmarés
| Selección | Título             | Año  |
| --------- | ------------------ | ---- |
| Argentina | Preolímpico sub-23 | 1964 |